# おれん家ふぁ〜む
おれん家ふぁ〜む（おれんぢふぁ〜む）は、群馬県前橋市天川大島町にある農産物直売所。

## 概要
クボタグループの関東甲信クボタが2013年（平成25年）8月31日に開業した。前橋市「赤城の恵み」ブランドや群馬県認証ブランド商品など地元前橋市や関東甲信クボタ管内の管内1都9県から入荷した米・果物・農産加工品や花などを扱う。
荒廃した農地を復興させて栽培したそばを原料とした焼酎や、耕作放棄地を復田して栽培した酒米を原料とした日本酒など、農業の6次産業化を支援する商品を取り扱い、伝統工芸品なども販売している。
館内に併設されているレストランでは地元の食材を用いた料理を提供しており、2014年（平成26年）3月18日に群馬県から「ぐんま地産地消優良店」の認定を受けた。

## アクセス
- JR両毛線前橋大島駅から徒歩8分[広報 2]
- 駒形バイパス（群馬県道2号前橋館林線）「広瀬団地入口」交差点から北側方面[広報 2]

### 広報資料など
1. 1 2 3 4 5  ご挨拶｜元氣農業産直ランド おれん家ふぁ〜む おれん家ふぁ〜む公式サイト  2018年1月1日閲覧
2. 1 2 3 4 5  アクセス｜元氣農業産直ランド おれん家ふぁ〜む おれん家ふぁ〜む公式サイト  2018年1月1日閲覧
3. ↑  地産地消推進店一覧（認定日別） 群馬県 2017年2月28日配信 2018年1月6日閲覧